# Philipp Cuno Christian von Bassewitz

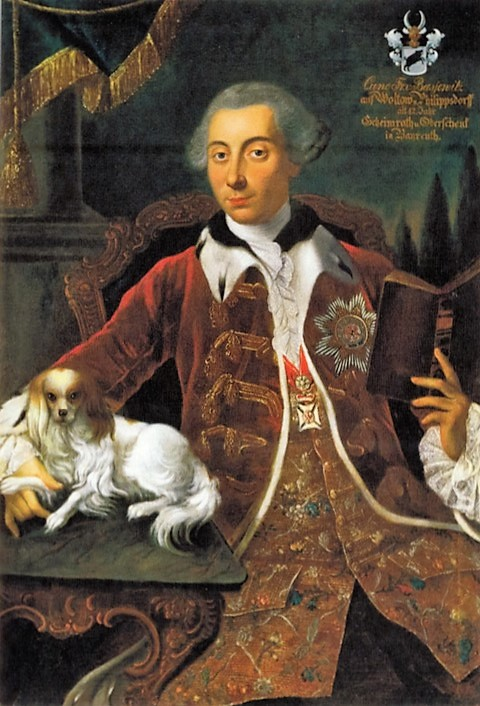
Philipp Cuno Christian von Bassewitz

Philipp Cuno Christian von Bassewitz (* 5. Oktober 1722 in Lühburg; † 12. Mai  1769 in Woltow) war Geheimrat und Hofmarschall im Fürstentum Bayreuth und Oberdirektor der markgräflichen Oper.

## Familie
Er entstammte der wendischen, heute gräflichen, Linie der alten mecklenburgischen Familie Bassewitz. Seine Eltern waren der Konferenzrat Ludolph Friedrich von Bassewitz und die Sibilla von Bassewitz, eine Schwester von Henning Friedrich von Bassewitz. Seine Brüder waren Joachim Ludolf von Bassewitz und Henning Adam von Bassewitz.

## Leben und Wirken
Am 1. Dezember 1738 immatrikulierte er sich für das Wintersemester an der Universität Rostock. Er heiratete eine Frau von Preen. Mit ihr hatte er wenigstens eine Tochter, die mit dem niederländischen General Kurt Heinrich Graf von Callenberg verheiratet war. Neben den mecklenburgischen Gütern Duckwitz und Woltow besaß er die Kunkellehen Kowalz und Repnitz. Letztere verkaufte seine Frau nach Auszahlung seiner Lehensvettern.
1745 ging er als Kammerjunker der Markgräfin Wilhelmine (1709–1758) nach Bayreuth. Dort bekleidete er die Ämter des Schlosshauptmannes, Oberhofmarschalls, Oberschenken und Gesandten am Reichstag zu Regensburg. Am 15. März 1761 ernannte ihn Markgraf Friedrich zum Geheimrat. Als Oberdirektor der markgräflichen Oper schuf er für die 1754 – anlässlich des Besuches Friedrichs des Großen in Bayreuth – aufgeführte Oper L’Huomo der Markgräfin Wilhelmine (Französisches Libretto) eine zeitgenössische deutsche Nachdichtung. Er war Träger des Großkreuzes des Roten Adlerordens. Außerdem gehörte er 1755 in Mecklenburg als Besitzer von Woltow zu den Unterzeichnern des Landesgrundgesetzlichen Erbvergleichs.

## Werke
- Deutsches Libretto: Der Mensch : ein Singespiel mit Tänzen untermengt, welches auf Befehl Der Durchlauchtigsten regierenden Herrschaft zu Brandenburg-Culmbach in dem itzlaufenden Jahre 1754. auf der grossen Hochfürstlichen Schaubühne zu Bayreuth soll aufgeführet werden / verfertiget von ... Frau Marggräfin Friderike Sophie Wilhelmine zu Brandenburg-Culmbach [etc]. ... ; ins teutsche übersetzt von P. C. C. von Bassevitz, Hochfürstlich-Bayreuthischen Cammerherrn, Schloßhauptmann und Ober-Directoren der Opera. Bayreuth: gedruckt bey ... Friederich Elias Dietzel [1754?]

Digitalisat französisch/deutsch, Universitätsbibliothek Rostock